# Chunomysis diadema
Chunomysis diadema är en kräftdjursart som beskrevs av Holt och W. M. Tattersall 1905. Chunomysis diadema ingår i släktet Chunomysis och familjen Mysidae. Inga underarter finns listade i Catalogue of Life.